# 短吻鮠
短吻鮠，為輻鰭魚綱鯰形目鱨科的其中一種，為熱帶淡水魚類，分布於亞洲越南淡水流域，棲息在底層水域，生活習性不明。

## 扩展阅读
維基物種上的相關：短吻鮠